# Ciudad Mujer
Ciudad Mujer es un proyecto del gobierno de El Salvador, creado el 28 de marzo de 2011 como iniciativa de la entonces primera dama Vanda Pignato. Dicho proyecto fue colocado bajo la responsabilidad de la Secretaría de Inclusión Social, al mando de la primera dama. Sin embargo, a partir de la toma de posesión del presidente Nayib Bukele en 2019, Ciudad Mujer pasó a ser parte del nuevo Ministerio de Desarrollo Local, ya que se había suprimido la secretaría bajo cuyo cargo se había puesto.
Ciudad Mujer se basa en la idea de unificar todas las instituciones del Estado que prestan servicios a las mujeres en un mismo espacio. La integración de estos servicios bajo un solo techo reduce los costos de transacción de las mujeres usuarias y permite aumentar sustancialmente la calidad de los mismos.
El modelo pretende promover la autonomía en sus tres dimensiones: física, económica y de participación ciudadana de las mujeres a través de la participación laboral, facilitar la atención integral de la salud de las mujeres, con énfasis en la salud sexual y reproductiva reproductiva, fortalecer las acciones de prevención de la violencia contra las mujeres y brindar atención infantil a los niños mientras sus madres hacen uso de los servicios.
Actualmente agrupa a 18 instituciones del Estado en un mismo espacio. Ciudad Mujer ha atendido a 1.761.050 usuarias en sus distintas sedes, en sus 7 años de funcionamiento.
Ciudad mujer es un modelo copiado e implementado por otros gobiernos en países latinoamericanos que han visto su gran beneficio a la mujer en sus instalaciones.

## Sedes
Actualmente hay 6 centros en funcionamiento: 
- Colón, la cual es la primera sede del programa, inaugurándose el 28 de marzo de 2011.[3]
- Usulután. inaugurada el 2 de octubre de 2012[4]
- Santa Ana, inaugurada el 13 de enero de 2013.[5]
- San Martín, inaugurada el 10 de marzo de 2013.[6]
- San Miguel, inaugurada el 15 de diciembre de 2013.[7]
- Morazán, ubicada en el municipio de El Divisadero e inaugurada bajo la presidencia del profesor Salvador Sánchez Cerén el 11 de diciembre de 2014.[8]

Después de Colón, que simplemente adaptó un complejo ya existente, la construcción de los seis nuevos centros se financiaron con un crédito de US$20 millones acordado con el Banco Interamericano de Desarrollo (BID).

## Influencia
El proyecto Ciudad Mujer ha influido en gran manera a otros países, volviéndose un referente para replicar este proyecto en sus territorios, llevando a su implementación en República Dominicana, México, Paraguay y Honduras.